# Dwergaarvissen
Dwergaarvissen (Phallostethidae) zijn een familie van straalvinnige vissen uit de orde van Koornaarvisachtigen (Atheriniformes).

## Geslachten
- Gulaphallus Herre, 1925
- Neostethus Regan, 1916
- Phallostethus Regan, 1913
- Phenacostethus G. S. Myers, 1928